# Cung điện Izrael Poznański

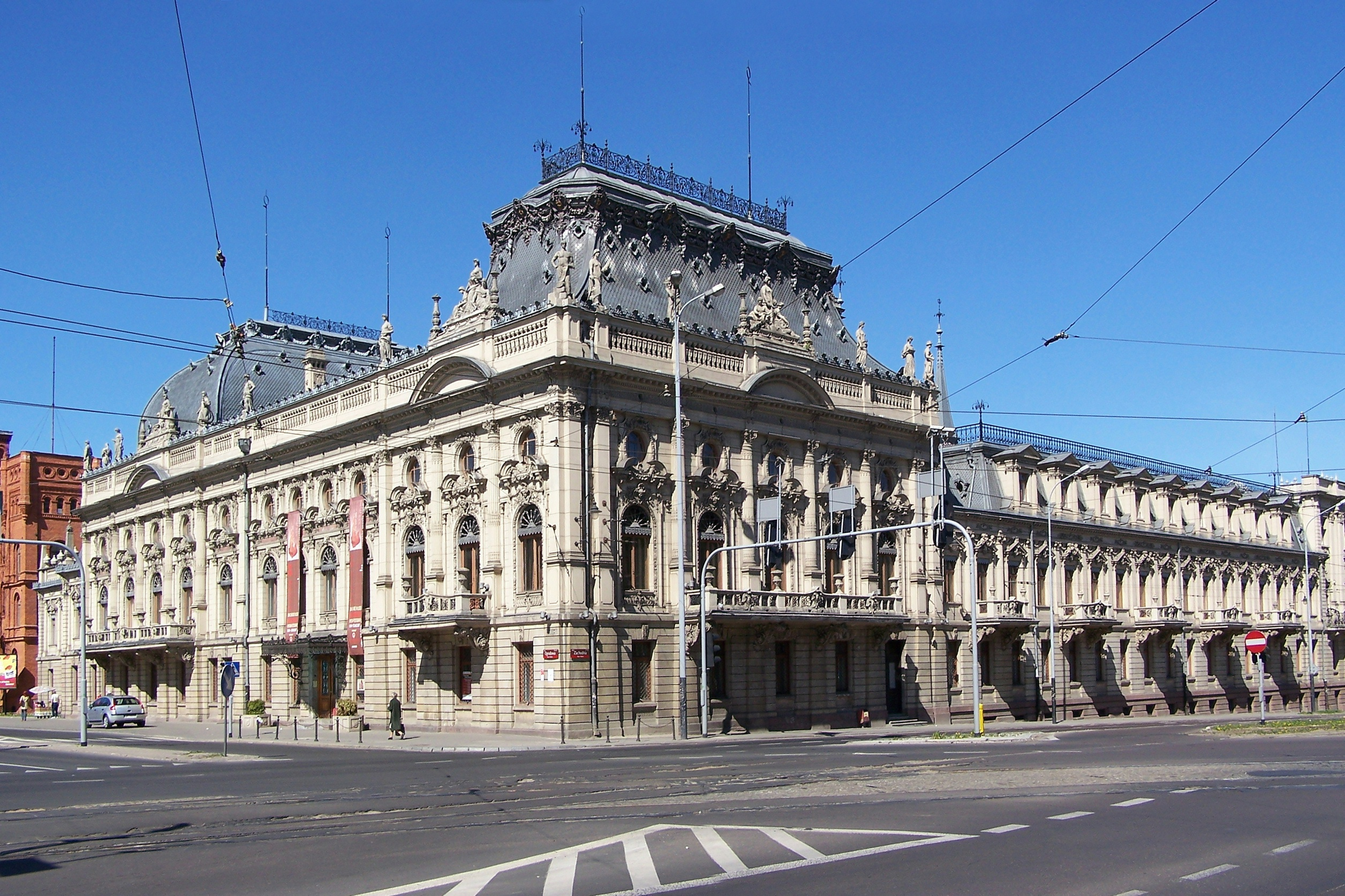
Mặt tiền của cung điện

Cung điện Izrael Poznański là một cung điện thế kỷ 19 ở Łódź, Ba Lan. Ban đầu là địa điểm này là của một tòa nhà chung cư, khách sạn được chuyển đổi thành nơi ở theo phong cách Tân Phục hưng và Tân baroque trong những năm 1888 đến 1903.

## Lịch sử

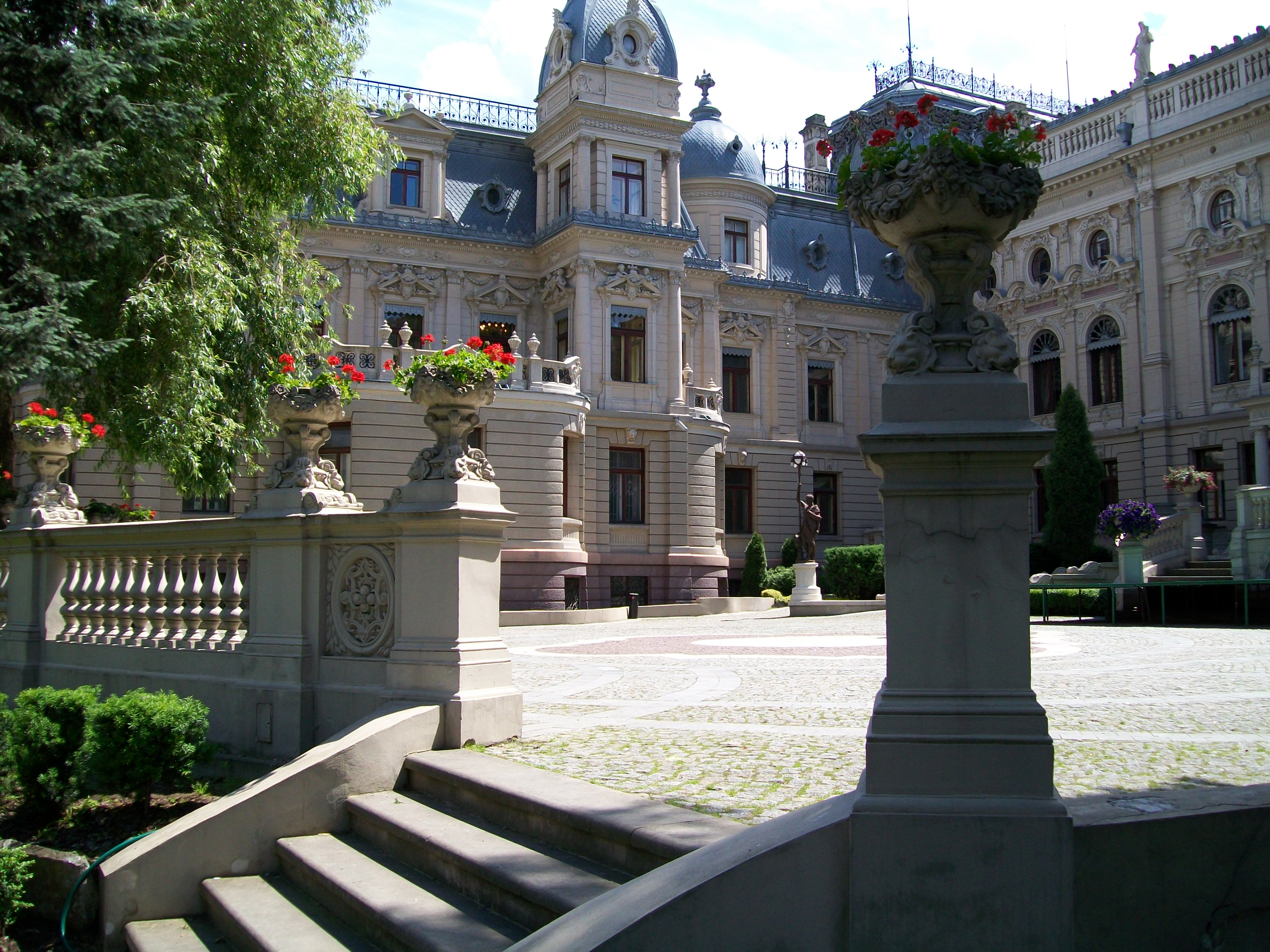
Nhìn từ vườn cung điện

Lịch sử của cung điện bắt đầu từ những năm 1860. Đó là trong thời gian mà Kalman Poznański, một thương nhân người Ba Lan-Do Thái đến từ Kowal trong khu vực Kuyavia, đến và bắt đầu sống ở Łódź. Kalman bắt đầu kinh doanh bông, nhưng nó đã không thành công. Tuy nhiên, khi công việc kinh doanh được con trai của ông là Izrael Poznański (1833-1900) tiếp quản, đã có sự gia tăng đáng kinh ngạc về giá bông trên toàn thế giới. Izrael kiếm bộn tiền từ bông và dành phần lớn thu nhập của mình cho cung điện, cuối cùng mang tên ông.
Khi Izrael Poznański có được vị trí của cung điện, đã có một tòa nhà hai tầng khiêm tốn. Ông đã cải tạo và mở rộng tòa nhà thành một nơi cư trú lớn. Cung điện được đánh dấu cho sự xa hoa và kích thước to lớn của nó, một sự bất thường từ các khu dân cư đơn giản lân cận.
Thiết kế của cung điện ban đầu được cho là của Adolf Seligson. Tuy nhiên, gần đây, J. Jung và D. Rosenthal đã được xác định là kiến trúc sư của cung điện này. Dù ai là kiến trúc sư đi chăng nữa, cung điện là một kỳ công ấn tượng, đáng chú ý nhất là vì thiết kế hình chữ L của nó. Ngoài ra còn có một khu vườn lớn ở phía sau. Một đặc điểm khác của cung điện là cánh phía nam, trên đỉnh có mái vòm cao.
Năm 2015, cung điện đã chính thức được đưa vào Danh sách Di tích Lịch sử của Ba Lan. Năm 2017, quá trình hồi sinh cung điện được bắt đầu và công việc bắt đầu cải tạo mặt tiền của cung điện. Năm 2019, các khu vườn cung điện được lên kế hoạch tiến hành cải tạo với chi phí ước tính là 20 triệu PLN.